# One for the Road (album des Kinks)
Pour les articles homonymes, voir One for the Road.
Albums de The Kinks
Low Budget
(1979) Give the People What They Want
(1981)
Singles
1. Lola / Celluloid Heroes
Sortie : 23 juillet 1980
2. You Really Got Me / Attitude
Sortie : 29 octobre 1980

One for the Road est un album live du groupe de rock britannique The Kinks sorti en 1980. Enregistré durant la tournée de promotion de l'album Low Budget, il est sorti simultanément en 33 tours chez Arista Records et en vidéocassette chez Time-Life. Il rencontre le succès, notamment aux États-Unis où il est certifié disque d'or.

## Histoire

### Enregistrement

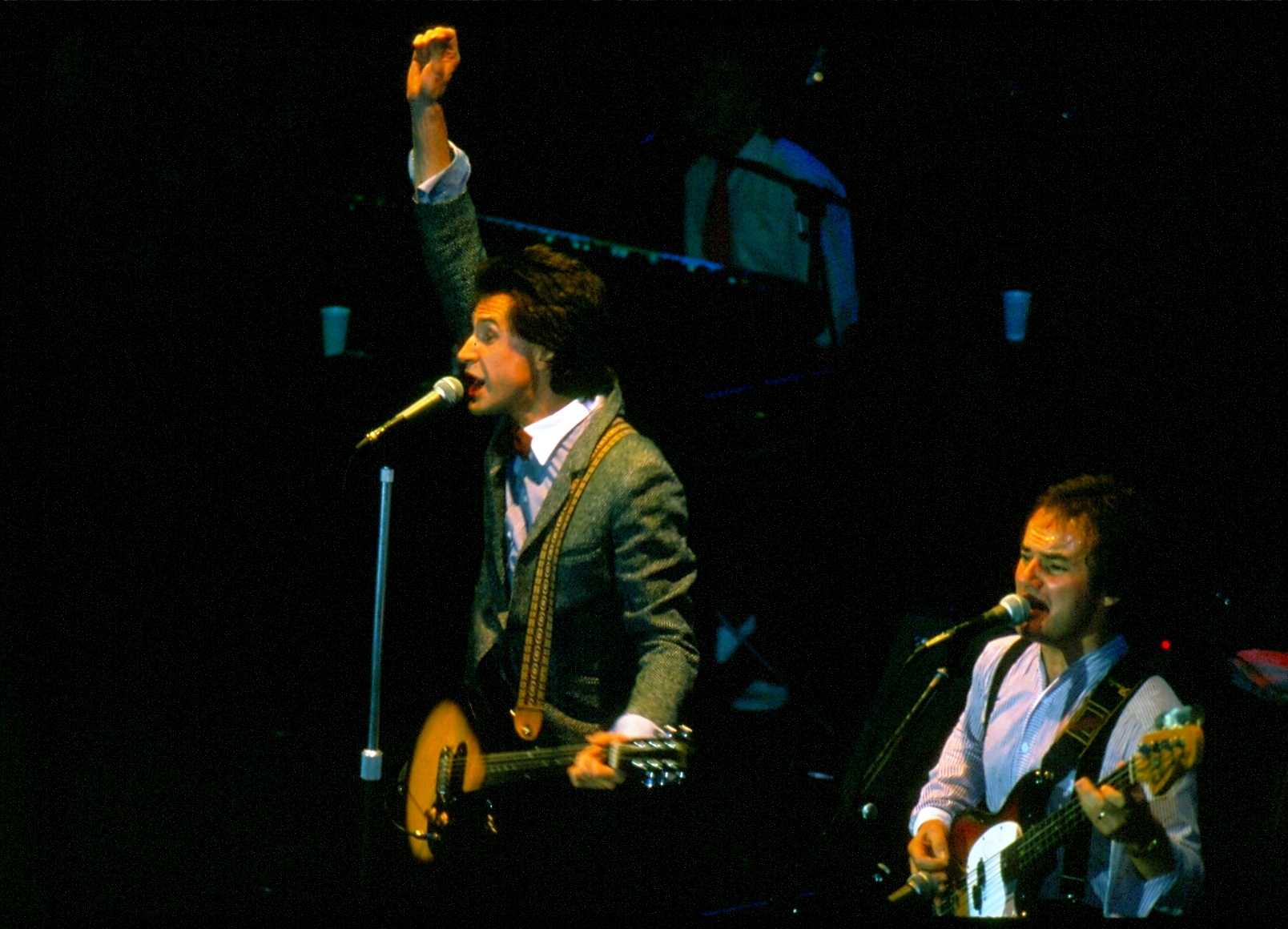
Ray Davies et Jim Rodford sur scène avec les Kinks en 1979.

One for the Road est enregistré durant la tournée de promotion de l'album Low Budget, sorti en juillet 1979 aux États-Unis où il rencontre un grand succès commercial : il se classe no 11 des ventes dans ce pays, la meilleure position jamais atteinte par un album du groupe dans ce pays. Les vingt chansons qui figurent sur l'album One for the Road proviennent de différents concerts donnés aux États-Unis et en Suisse entre mars 1979 et mars 1980. Dans son autobiographie Americana : Les Kinks, la route, le riff parfait, Ray Davies revient sur la production de l'album. Bien que les chansons aient été enregistrées lors de différents concerts, il souhaite donner l'impression que le disque est issu d'une seule soirée, ce qui complique le mixage et le mastering.
One for the Road le premier album à bénéficier d'une publication simultanée en disque vinyle et en vidéo VHS. Le contenu de la vidéo n'est pas identique à celui du vinyle : longue de 60 minutes, elle ne comprend que treize titres, mais qui proviennent d'un seul concert, celui donné au Providence Civic Center à Providence le 23 septembre 1979. D'après Abbey Konowitch, le directeur de la gestion des produits chez Arista Records, les Kinks ont été choisis pour ce projet en raison du succès de Low Budget, mais aussi de leur caractère transgénérationnel.

### Parution et accueil
Pour promouvoir One for the Road, des projections du film sont organisées dans plusieurs villes américaines avant sa sortie. Le public se compose de professionnels de l'industrie musicale, ainsi que de vainqueurs de concours radiophoniques. L'album et la vidéo sont publiés le 4 juin 1980 aux États-Unis, puis le 1er août 1980 au Royaume-Uni. Ils passent inaperçus dans le pays d'origine des Kinks (comme tous leurs albums depuis 1967, il ne se classe pas dans les meilleures ventes britanniques) mais se vendent bien aux États-Unis : l'album se classe no 14 des ventes et est certifié disque d'or en décembre 1980. Deux 45 tours en sont extraits, Lola / Celluloid Heroes au mois de juillet et You Really Got Me / Attitude au mois d'octobre. Le premier atteint la 81e place du hit-parade américain établi par le magazine Billboard.
À sa sortie, One for the Road est l'objet d'une critique positive dans le magazine américain Rolling Stone. Fred Schruers y salue la maîtrise dont font preuve les Kinks dans l'interprétation de leurs chansons et le compare favorablement aux précédents albums live du groupe, The "Live" Kinks (1968) et Everybody's in Show-Biz (1972). En revanche, dans Smash Hits, David Hepworth (en) lui donne la note de 4/10 et réprouve « l'atmosphère bien arrosée et pleine d'autosatisfaction » qui émane selon lui du disque. Nick Kent le décrit quant à lui dans le magazine britannique New Musical Express comme « encore un disque inégal et frustrant des Kinks ». Dans sa critique rétrospective pour le site AllMusic, où l'album reçoit la note de 2,5/5, Bret Adams décrit One for the Road comme « un document fascinant », en attirant l'attention sur le talent sous-estimé du guitariste Dave Davies.
La première réédition de One for the Road au format CD, sortie en 1989, omet le titre 20th Century Man (en). Il est rétabli dans une nouvelle édition en 1999.

## Titres

### Album
Les titres pour lesquels le lieu et la date d'enregistrement ne sont pas précisés proviennent des concerts au Landmark Theatre (en) de Syracuse (4 mars 1980), au Fine Arts Center de l'université du Massachusetts à Amherst (6 mars 1980) et à l'université du Massachusetts à Dartmouth (7 mars 1980).
Toutes les chansons sont écrites et composées par Ray Davies.
| 1. | Opening                            |                                                           | 1:43 |
| 2. | Hard Way                           | The Barn, Université Rutgers (New Brunswick), 3 mars 1979 | 2:42 |
| 3. | Catch Me Now I'm Falling           | Providence Civic Center (Providence), 23 septembre 1979   | 4:49 |
| 4. | Where Have All the Good Times Gone | Lowell Memorial Auditorium (en) (Lowell), 6 mars 1979     | 2:16 |
| 5. | Introduction to Lola               | Providence Civic Center (Providence), 23 septembre 1979   | 0:54 |
| 6. | Lola                               | Providence Civic Center (Providence), 23 septembre 1979   | 4:47 |
| 7. | Pressure                           | Providence Civic Center (Providence), 23 septembre 1979   | 1:31 |

| 8.  | All Day and All of the Night | The Barn, Université Rutgers (New Brunswick), 3 mars 1979 | 3:45 |
| 9.  | 20th Century Man (en)        | The Barn, Université Rutgers (New Brunswick), 3 mars 1979 | 6:19 |
| 10. | Misfits                      | Providence Civic Center (Providence), 23 septembre 1979   | 3:57 |
| 11. | Prince of the Punks          |                                                           | 6:17 |
| 12. | Stop Your Sobbing            |                                                           | 2:38 |

| 13. | Low Budget                       | Providence Civic Center (Providence), 23 septembre 1979 | 5:57 |
| 14. | Attitude                         | Volkhaus (Zurich), 11 novembre 1979                     | 3:52 |
| 15. | (Wish I Could Fly Like) Superman | Volkhaus (Zurich), 11 novembre 1979                     | 6:29 |
| 16. | National Health                  |                                                         | 4:08 |

| 17. | Till the End of the Day (en) |                                                  | 2:42 |
| 18. | Celluloid Heroes             | Volkhaus (Zurich), 11 novembre 1979              | 7:22 |
| 19. | You Really Got Me            | Lowell Memorial Auditorium (Lowell), 6 mars 1979 | 3:35 |
| 20. | Victoria                     | Volkhaus (Zurich), 11 novembre 1979              | 2:34 |
| 21. | David Watts                  |                                                  | 2:05 |

### Vidéo
1. Opening
2. All Day and All of the Night
3. Intro: Lola
4. Lola
5. Low Budget
6. (Wish I Could Fly Like) Superman
7. Attitude
8. Celluloid Heroes
9. Hard Way
10. Where Have All the Good Times Gone?
11. You Really Got Me
12. Pressure
13. Catch Me Now I'm Falling
14. Victoria
15. Day-O (The Banana Boat Song)

## Musiciens

### The Kinks
- Ray Davies : guitare, chant
- Dave Davies : guitare, harmonica, claviers, chœurs
- Ian Gibbons : claviers, chœurs
- Mick Avory : batterie
- Jim Rodford : basse, chœurs

### Musicien supplémentaire
- Nick Newell : claviers

## Classements et certifications
| Pays                       | Position | Certification |
| -------------------------- | -------- | ------------- |
| Allemagne                  | 49       |               |
| États-Unis (Billboard 200) | 14       | Or            |
| Nouvelle-Zélande           | 49       |               |
| Pays-Bas                   | 31       |               |